# Silvino Francisco
Silvino Francisco, južnoafriški igralec snookerja, * 3. maj 1946, Cape Town, Južna Afrika, † 14. december 2024.

## Kariera
Francisco je izšel iz družine, v kateri so že po tradiciji igrali snooker. Njegova brat Mannie in nečak Peter sta oba igrala snooker na zelo visoki ravni, Mannie se je večkrat prebil v finale Svetovnega amaterskega prvenstva v biljardu in Svetovnega amaterskega prvenstva v snookerju, Peter pa je v sezoni 1988/89 zasedal 14. mesto svetovne snooker lestvice.
Silvino Francisco je leta 1985 zmagal na jakostnem turnirju British Open, v finalu je premagal Kirka Stevensa z izidom 12-9. Po končanem turnirju je Francisco obtožil Stevensa, da je igral pod vplivom drog, zaradi česar so Francisca kaznovali z denarno kaznijo 6.000 funtov in odvzemom določene količine točk za svetovno jakostno lestvico. Ko je kasneje Stevens priznal svoje težave z drogami, so kazen Franciscu povrnili. 
Po koncu finala turnirja Masters leta 1989 je bil Francisco vpleten v nov škandal. V finalu je izgubil z izidom 1-5 proti Terryju Griffithsu, direktorji stavnic pa so opazili neobičajno veliko vplačanih stav na točno ta rezultat, 1-5. Francisca so aretirali, a so ga kasneje izpustili, ker niso uspeli sestaviti obtožnice. Francisco je padel v kockarske težave in leta 1996 zaradi zaostankov pri plačevanju davkov bankrotiral. Zapustila ga je tudi njegova druga žena, ki je od njega zahtevala hišo v vrednosti 350.000 funtov in redno podporo za njegove 4 otroke. Kasneje je v prijateljevi restavraciji s hitro hrano za dodatni zaslužek delal v nočni izmeni.
Najhujše pa je bilo še pred njim, saj so ga leta 1997 aretirali zaradi tihotapljenja marihuane. Obsodili so ga in poslali za tri leta v zapor. 

## Osvojeni turnirji

### Jakostni turnirji
- British Open - 1985